# The Ultimate Aural Orgasm
The Ultimate Aural Orgasm è il dodicesimo album studio degli Scooter ed è il primo con Michael Simon. La copertina si basa su quella dell'album del 1987 Music for the Masses dei Depeche Mode

## Il disco
Il testo e la musica di Behind the Cow sono basati su una versione di What Time Is Love? dei The KLF e Black Celebration dei Depeche Mode.
In The United Vibe viene ripresa la melodia di Goin' Crazy celebre hit Techno/Trance di Sven-R-G.
In The Shit That Killed Elvis partecipa Jimmy Pop del gruppo pop americano The Bloodhound Gang.
In Imaginary Battle sono presenti pezzi di Church Of The KLF dall'album del 1991 dei The KLF The White Room.
Scarborough Affair ha tracce della ballata inglese Scarborough Fair.

## Tracce
1. Horny in Jericho
2. Behind the Cow
3. Does The Fish Have Chips?
4. The United Vibe
5. Lass uns Tanzen
6. U.F.O. Phenomena
7. Ratty's Revenge
8. The Shit That Killed Elvis
9. Imaginary Battle
10. Scarborough Affair
11. East Sands Anthem
12. Love Is An Ocean

Durata totale: 0:00

## Tracce aggiuntive
1. Aiii Shot The DJ (Live Track)
2. Am Fenster (Live Track)
3. Trance-Atlantic (Special Live Version)
4. Fire (Full Length Version)
5. Apache (Flip&Fill UK Mix)
6. Behind The Cow (3 AM Mix)
7. Behind The Cow (The Video)
8. Behind The Cow (Making Of)
9. Photos
10. Band Interview